# Sommer-Paralympics 2000/Judo
Bei den XXII. Sommer-Paralympics 2000 in Sydney, Australien wurden sieben Wettbewerbe im Judo ausgetragen. Es traten ausschließlich Männer an. Die Wettkämpfe fanden vom 19. bis zum 21. Oktober 2000 statt.

## Männer

### Superleichtgewicht (bis 60 kg)
| Platz | Land | Athlet               |
| ----- | ---- | -------------------- |
| 1     | CUB  | Sergio Arturo Perez  |
| 2     | RUS  | Veniamin Mitchourine |
| 3     | ESP  | José Carlos Ruiz     |
| 3     | TPE  | Ching Ching Lee      |

### Halbleichtgewicht (bis 66 kg)
| Platz | Land | Athlet           |
| ----- | ---- | ---------------- |
| 1     | JPN  | Satoshi Fujimoto |
| 2     | ESP  | David Garía      |
| 3     | USA  | Marlon Lopez     |
| 3     | RUS  | Oleg Chabachov   |

### Leichtgewicht (bis 73 kg)
| Platz | Land | Athlet        |
| ----- | ---- | ------------- |
| 1     | USA  | Stephan Moore |
| 2     | CHN  | Baoji Cui     |
| 3     | CAN  | Pier Morten   |
| 3     | FRA  | Gerald Rollo  |

### Halbmittelgewicht (bis 81 kg)
| Platz | Land | Athlet                   |
| ----- | ---- | ------------------------ |
| 1     | CUB  | Antônio Tenório Da Silva |
| 2     | FRA  | Sebastien Le Meaux       |
| 3     | HUN  | Gabor Vincze             |
| 3     | UK   | Simon Jackson            |

### Mittelgewicht (bis 90 kg)
| Platz | Land | Athlet                   |
| ----- | ---- | ------------------------ |
| 1     | BRA  | Antônio Tenório Da Silva |
| 2     | USA  | Brett Lewis              |
| 3     | FRA  | David Guillaume          |
| 3     | KOR  | Yu Sung An               |

### Halbschwergewicht (bis 100 kg)
| Platz | Land | Athlet              |
| ----- | ---- | ------------------- |
| 1     | AUT  | Walter Hanl         |
| 2     | RUS  | Grigori Shneyderman |
| 3     | CHN  | Run Ming Men        |
| 3     | JPN  | Yoshikazu Matsumoto |

### Schwergewicht (über 100 kg)
| Platz | Land | Athlet         |
| ----- | ---- | -------------- |
| 1     | USA  | Kevin Szott    |
| 2     | ESP  | Rafael Moreno  |
| 3     | JPN  | Eiji Miyauchi  |
| 3     | DEU  | Martin Osewald |

## Medaillenspiegel Judo
| Medaillenspiegel Judo | Medaillenspiegel Judo  | Medaillenspiegel Judo | Medaillenspiegel Judo | Medaillenspiegel Judo | Medaillenspiegel Judo |
| Platz                 | Land                   | G                     | S                     | B                     | Gesamt                |
| --------------------- | ---------------------- | --------------------- | --------------------- | --------------------- | --------------------- |
| 01                    | Vereinigte Staaten     | 2                     | 1                     | –                     | 3                     |
| 02                    | Kuba                   | 2                     | –                     | –                     | 2                     |
| 03                    | Japan                  | 1                     | –                     | 2                     | 3                     |
| 04                    | Brasilien              | 1                     | –                     | –                     | 1                     |
| 04                    | Österreich             | 1                     | –                     | –                     | 1                     |
| 06                    | Russland               | –                     | 2                     | 1                     | 3                     |
| 06                    | Spanien                | –                     | 2                     | 1                     | 3                     |
| 08                    | Frankreich             | –                     | 1                     | 2                     | 2                     |
| 09                    | Volksrepublik China    | –                     | 1                     | 1                     | 2                     |
| 10                    | Kanada                 | –                     | –                     | 1                     | 1                     |
| 10                    | Deutschland            | –                     | –                     | 1                     | 1                     |
| 10                    | Vereinigtes Königreich | –                     | –                     | 1                     | 1                     |
| 10                    | Ungarn                 | –                     | –                     | 1                     | 1                     |
| 10                    | Südkorea               | –                     | –                     | 1                     | 1                     |
| 10                    | Chinesisch Taipeh      | –                     | –                     | 1                     | 1                     |